# Stenogonum flexum
Stenogonum flexum là một loài thực vật có hoa trong họ Rau răm. Loài này được (M.E. Jones) Reveal & J.T. Howell miêu tả khoa học đầu tiên năm 1976.